# Defense Advanced Research Projects Agency
[The] Defense Advanced Research Projects Agency (DARPA) este o agenție a Departamentului Apărării al Statelor Unite care are rolul de a dezvolta noi tehnologii pentru forțele armate. A fost înființată în 1958 în urma „șocului Sputnik.”
Internetul în forma sa inițială ARPANET (pe atunci agenția se numea ARPA), TCP/IP, avionul cu detectabilitate redusă pentru radar F-117 și sistemul de poziționare globală GPS sunt unele dintre inovațiile inginerilor de la DARPA.
Directorul curent al agenției este Stefanie Tompkins.